# Ura-nage
L'Ura-Nage (letteralmente "proiezione all'indietro") è la trentottesima tecnica del Gokyō, appartenente al quinto gruppo del Ryū.
L'Ura-Nage è di difficile applicazione sia in allenamento che in combattimento; tale difficoltà è data dall'inarcamento del corpo dell'esecutore che, se non sufficiente, non genera la spinta necessaria a lanciare il bersaglio oltre le proprie spalle.  La tecnica ha una netta somiglianza con molte mosse utilizzate nel wrestling professionistico, soprattutto il Suplex.

## Esecuzione
La tecnica è realizzabile con squilibrio indietro a seguito di un attacco di Uke. "Situazione ideale è quella presentata nel Nage-no-kata dalla tecnica di Seoi-nage". Tori si abbassa ponendo il piede destro davanti a quelli di Uke e il sinistro dietro al proprio arto destro. La mano destra di colui che esegue la tecnica si posiziona esattamente all'altezza del centro della cintura del compagno, mentre la mano sinistra viene posta in posizione centrale, sul dorso di Uke. La testa di Tori poggia fra il petto e il fianco destro di Uke. La fase di proiezione è composta dal difficile inarcamento della schiena dal quale dovrebbe conseguire una proiezione ad arco.

## Contraccolpi
Come quasi tutte le tecniche di sacrificio, non è possibile portare un attacco successivo in caso di fallimento, dal momento che Tori si troverebbe con le spalle a terra e Uke pronto ad immobilizzarlo. I possibili contraccolpi da parte di colui che inizialmente subisce la tecnica sono invece: O-uchi-gari e Ko-uchi-gari.